# Adela Guffanti

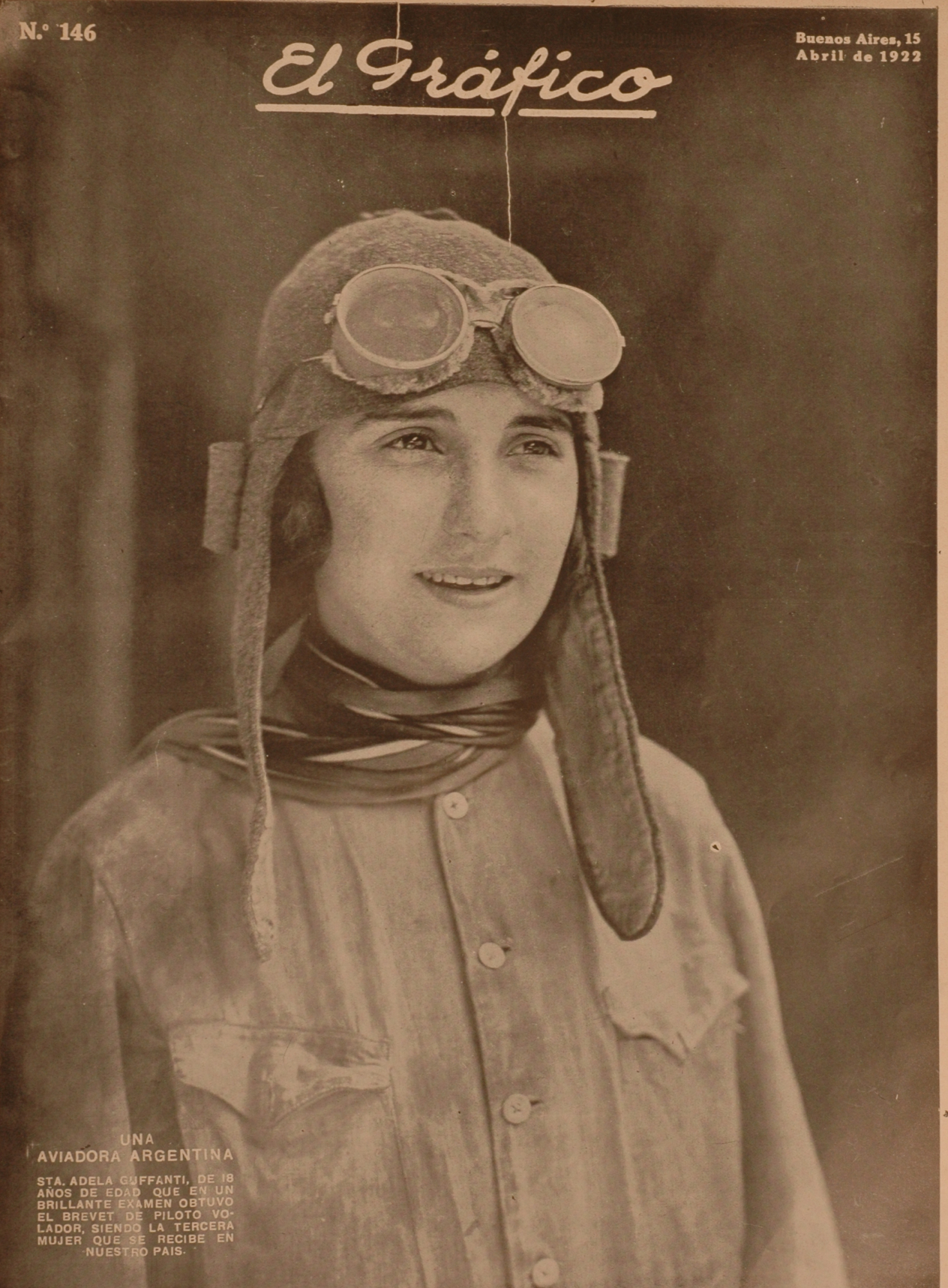
Adela Guffanti en la portada de la revista argentina El Gráfico del 15 de abril de 1922.
Puede leerse: Sta. Adela Guffanti, de 18 años de edad, que en un brillante examen obtuvo el brevet de piloto volador, siendo la tercera mujer que se recibe en nuestro país.

Adela Guffanti (nacida el 22 de julio de 1904 - ?) fue una aviadora argentina, la tercera mujer de su país en obtener la licencia (llamada entonces brevet) para pilotar aeronaves. Lo consiguió cuando tenía dieciocho años, el 29 de marzo de 1922. Obtuvo así el brevet número 201 de la Argentina, en el desaparecido Aeródromo de Castelar (provincia de Buenos Aires), a donde acudía asiduamente para entrenar.